# Генератор Кокрофта — Волтона

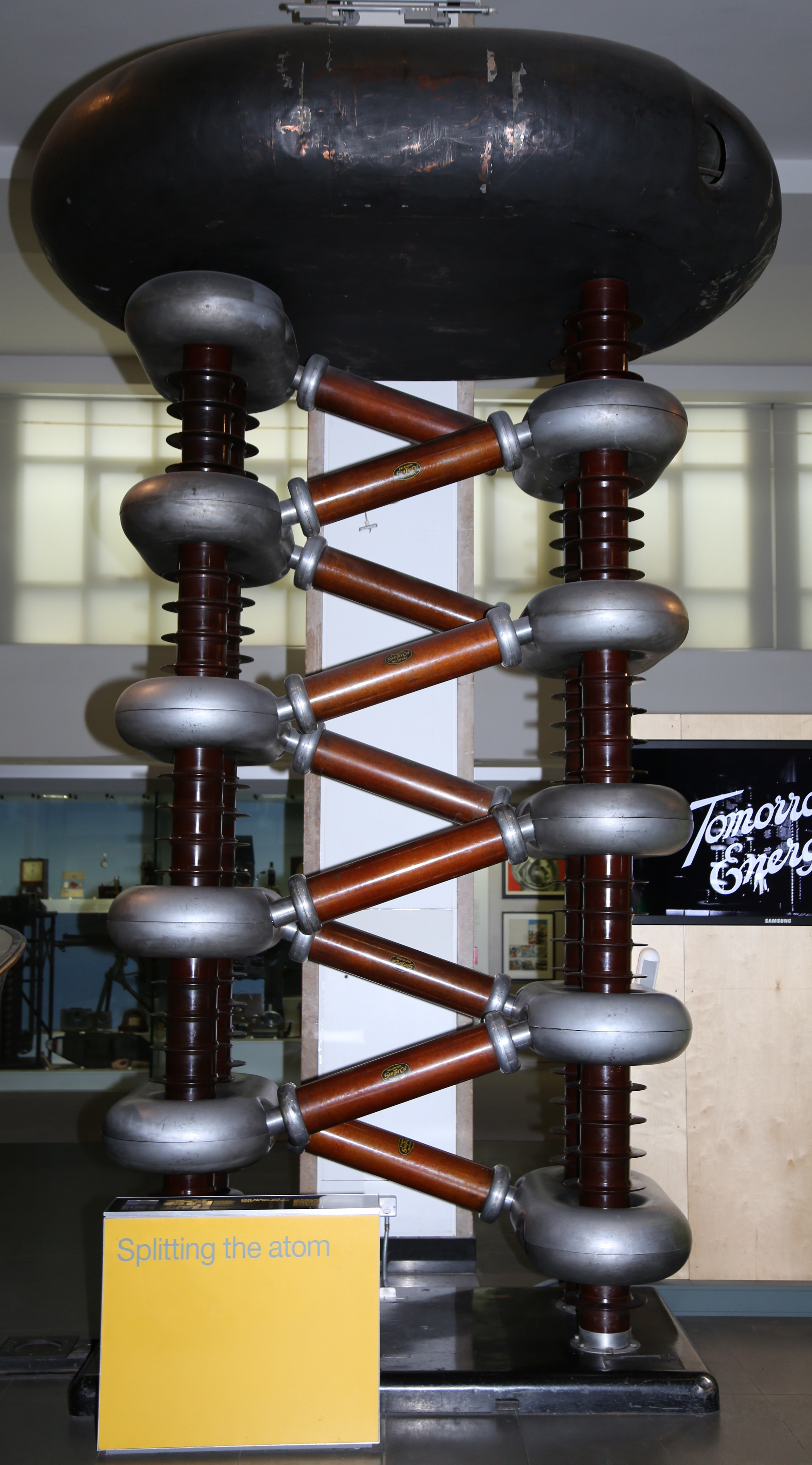
Помножувач напруги Кокрофта — Волтона. Побудований в 1937 році фірмою Philips, він зараз знаходиться в Музеї науки у Лондоні.

Генератор Кокрофта — Волтона (англ. Cockcroft–Walton generator), або помножувач — електрична схема, що генерує високу постійну напругу з низької змінної (або імпульсної) напруги. Генератор названий на честь двох фізиків — Джона Дугласа Кокрофта і Ернеста Томаса Синтона Волтона, які у 1932 році використали цю схему для живлення прискорювача частинок, за допомогою якого було проведено перший в історії штучний розпад атомного ядра. Вони використовували цей каскадний помножувач напруги в дослідженнях, за які у 1951 році отримали Нобелівську премію з фізики за «Трансмутацію атомних ядер штучно прискореними атомними частинками». Менш відомий той факт, що принципова схема  такого помножувача була розроблена набагато раніше, в 1919 році, швейцарським фізиком Генріхом Грейнахером. Тому цей каскадний подвоювач напруги іноді називають помножувачем Грейнахера.
Генератори такого типу і досі використовуються у прискорювачах частинок, а також знайшли нове застосування у багатьох повсякденних електронних пристроях, які вимагають високої напруги, такими є рентгенівські апарати, телевізори і копіювальні апарати.

## Схема

Схема простого двокаскадного помножувача

Схема генератора складається з увімкнених у вигляді драбини конденсаторів і діодів для генерації високої напруги. На відміну від трансформаторів, такий перетворювач не вимагає важкого сердечника і надійної ізоляції, оскільки напруги на всіх ступенях рівні. Використовуючи лише конденсатори і діоди, генератори такого типу можуть перетворювати відносно низькі напруги до надзвичайно високих значень, будучи в той же час набагато легшими і дешевшими за трансформатори. Найбільшою перевагою таких схем є можливість зняття напруги на будь-якій стадії схеми, подібно до багатовідвідного трансформатора. Промисловість випускає дуже широкий асортимент модульних «помножувачів напруги» з наперед заданими параметрами, без яких не обходяться більшість пристроїв з ЕПТ.

## Характеристики
На практиці помножувач Кокрофта-Волтона має ряд недоліків. При збільшенні кількості секцій, напруга на останніх секціях буде нижча очікуваної, в першу чергу через електричний опір конденсаторів у нижніх секціях. Також, живлення помножувача безпосередньо напругою промислової частоти є практично неможливим, так як в цьому випадку необхідні конденсатори великої ємності для згладжування пульсацій, що сильно погіршує габаритні показники пристрою. Зазвичай на вхід подається напруга з виходу високочастотного трансформатора або інвертора, і підвищується до потрібної величини генератором Кокрофта-Волтона. Існують помножувачі Кокрофта-Волтона на напруги від декількох вольт до декількох мегавольт. 